# Fredrik Nyberg (författare)

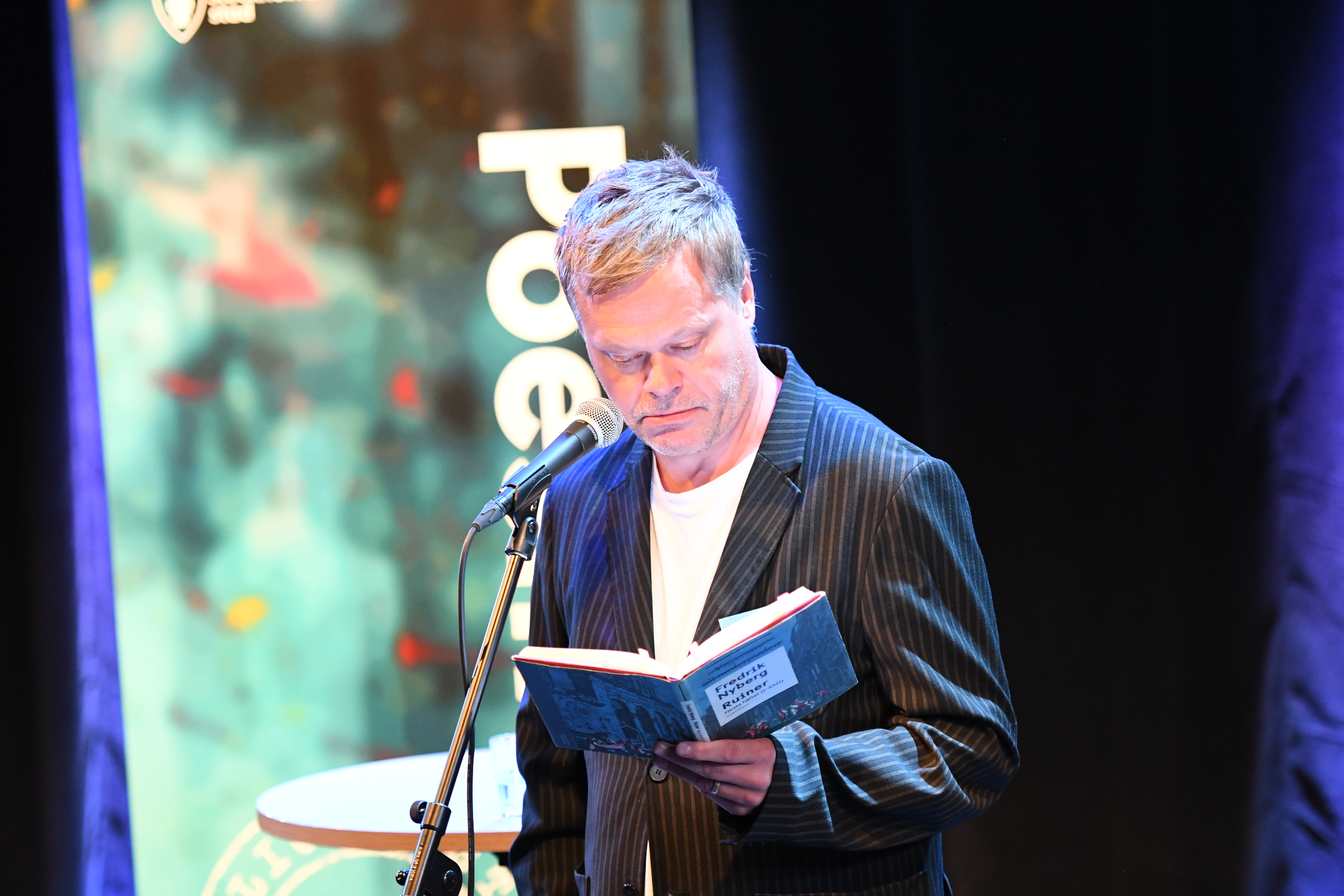
Fredrik Nyberg 2021.

Anders Fredrik Nyberg, född 10 juni 1968 i Partille, är en svensk författare.
Nyberg har suttit i redaktionskommittén för Ord & Bild och för tidskriften OEI.

## Priser och utmärkelser
- 1999 – Göteborgs Stads författarstipendium
- 2005 – Partille Bokhandels författarstipendium
- 2006 – Guldprinsen
- 2013 – Erik Lindegren-priset
- 2013 – Lydia och Herman Erikssons stipendium
- 2014 – Gerard Bonniers lyrikpris för Att bli ved